# Vas de les Naus
El Vas de les Naus és un recipient ceràmic ibèric del segle III aC procedent del poblat ibèric del turó d'en Boscà (Badalona) amb decoració incisa que representa una escena marítima. Pertany a la col·lecció del Museu de Badalona.

## Descripció
Es tracta d'un vas bicònic amb dues nanses i amb decoració incisa, on es representa per primera vegada una escena marítima de la costa catalana. Es tracta d'un vas de ceràmica grisa, una tipologia datada entre el 350 i 150 aC. A l'escena hi apareixen dos vaixells grecs, un arribant a la costa i l'altre allunyant-se'n. Quant al paisatge, l'aigua és representada amb línies trencades, mentre que al fons s'hi aprecia la costa, amb una imatge esquemàtiques de la serralada, possiblement la zona que es pot veure al llarg de la costa del Maresme, entre la Tordera i el Llobregat.

## Història
La troballa s'emmarca en un context d'excavacions incontrolades per part d'afeccionats i excursionistes a la zona prèviament excavada (1933) per Joaquim Font i Cussó. Entre aquests materials, molts dels quals no se n'han tingut més notícies perquè van quedar en mans dels seus descobridors, hi ha la troballa del vas de les Naus a començaments dels anys 60. El descobridor va ser Ferran Pascual Schmith, que va donar-lo a l'Institut d'Arqueologia i Prehistòria de la Universitat de Barcelona. L'institut en va encarregar la restauració al Museu Etnològic. Arran de la troballa, es van dur a terme excavacions al turó d'en Boscà per part de l'equip de Joan Maluquer de Motes.
Pel que fa a la cronologia, a causa de no haver-se trobat en una excavació arqueològica sistemàtica, és difícil fixar-la en una cronologia concreta. Per la seva tipologia, la cronologia més àmplia abraça des del segle IV al II aC. Pepita Padrós afirmava que era possible emmarcar-lo al segle IV, tot i que també cabia la possibilitat que fos del segle iii, data que manté en l'actualitat el museu de Badalona.